# Malh des Bessons
El Malh des Bessons és una serra situada al municipi de Les a la comarca de la Vall d'Aran, amb una elevació màxima de 1.691 metres.